# Волчеягодник алтайский
Волчеягодник алтайский, или Волчник алтайский (лат. Daphne altaica) — вид кустарников рода Волчеягодник (Daphne) семейства Волчниковые (Thymelaeaceae).

## Ботаническое описание
Реликт. Корнеотпрысковый листопадный кустарник высотой 1—1,5 м. Молодые ветви опушены, старые голые. Листья ланцетные, эллиптические или овальные, 2,5—6 см длиной и 7—15 мм шириной, сужены в короткий черешок, сверху зеленые, снизу сизоватые.
Околоцветник белого цвета, гвоздевидный. Плод — костянка буро-черного цвета, ядовитый. Цветет в мае, начале июня, плодоносит в июне, июле.

## Распространение и среда обитания
Кальцефил. Встречается в борах и дубравах, в зарослях кустарников, на известняках.
Встречается в Казахстане и на Украине. На территории России известен в Алтайском крае и Республике Алтай, а также в Белгородской области — в урочищах около города Валуйки, под названием Волчеягодник Софии.

## Охранный статус
Занесен в Красную книгу России и в региональные Красные книги Алтайского края, Республики Алтай и Белгородской области.